# 特勞特萊克鎮區 (明尼蘇達州艾塔斯卡縣)
特勞特萊克鎮區（英語：Trout Lake Township）是位於美國明尼蘇達州艾塔斯卡縣的一個行政鎮區。

## 地方資料
特勞特萊克鎮區的面積為95.01平方千米，當中陸地面積為86.55平方千米，而水域面積為8.46平方千米。根據2020年美國人口普查的數據，當地共有人口1056人，而人口密度為每平方千米11.11人。